# Zdeněk Řeřucha

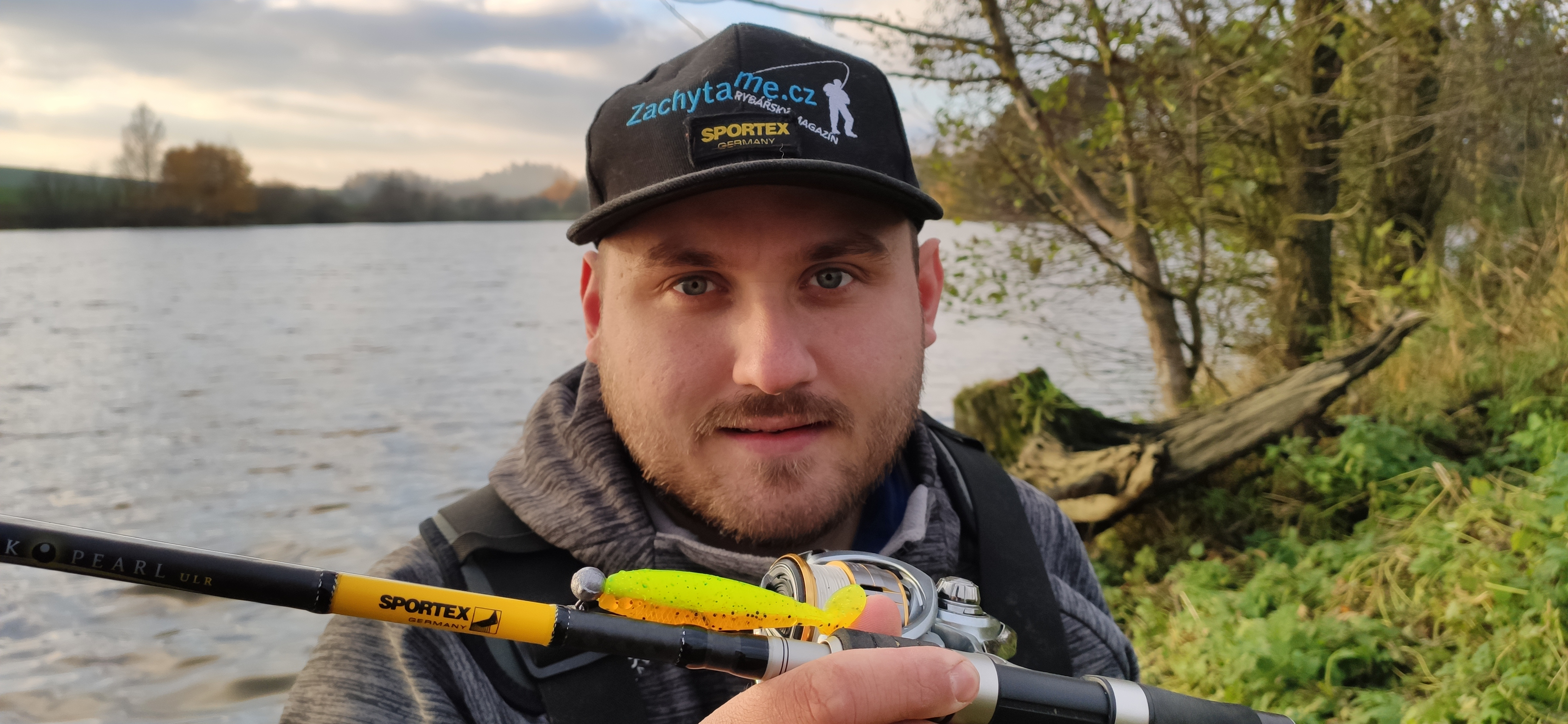
Zdeněk Řeřucha (* 1. června 1994, Brno). Český rybář, autor knih i článků a tvůrce rybářských filmů.

Zdeněk Řeřucha (* 1. června 1994, Brno) je český rybář, autor knih i článků a tvůrce rybářských filmů. Je zakladatelem rybářského magazínu Zachytáme, spoluautorem pořadu Za rybami světových moří.[chybí lepší zdroj]

## Kariéra

### Počátky
Od mládí hrál hokej, s kterým po střední škole skončil  a začal se věnovat rybaření. Založil rybářský magazín a odcestoval do Norska, kde začal pracovat jako rybářský průvodce.[zdroj?]
Založil si úspěšný kanál na Youtube.[zdroj?] Své zážitky a myšlenky o sportovním rybolovu sdílel i ve svých rozhovorech v Českém rozhlasu. V roce 2015 začal natáčet sérii o rybolovu v Norsku, která má v dnešní době více než třicet dílů.[zdroj?][kdy?] V roce 2019 pak vydal společně se svými spoluautory první díl rybářského pořadu Za rybami světových moří. Na svém magazínu v roce 2020 vydal pětistý rybářský článek a na sociální síti Facebook pokořil hranici třiceti tisíců fanoušků.[zdroj?]
Kromě psaní, natáčení a publikování se věnuje přednáškám pro veřejnost a zaměřuje se na práci s mládeží. Působí v několika rybářských kroužcích jako lektor.[zdroj?]
Od roku 2023 jeho filmy o rybolovu v Norsku Zachytáme s Rybostrojem i filmy pořadu Za rybami světových moří vysílá Aréna sport 1 a Aréna sport 2.[zdroj?]